# Kildare Castle
Kildare Castle (irisch Caisleán Chill Dara) ist die Ruine einer Niederungsburg in Kildare im irischen County Kildare. Richard de Clare, 2. Earl of Pembroke, (1130–1176) ließ die Motte im 12. Jahrhundert errichten. Heute sind die Überreste eines Turms alles, was von der Burg oberirdisch erhalten blieb.

## Geschichte
Die Normannen landeten 1169 in Irland in der Bannow Bay in County Wexford. Ein kurzer Ausfall von ihrem Landeplatz führte sie noch im selben Jahr bis Kildare. Im Folgejahr kam der Earl of Pembroke mit einer größeren Truppe in Waterford an und heiratete Aoife, die Tochter von Dermot McMurrough, König von Leinster. Nach dessen Tod 1171 wurde er durch seine Gattin selbst König von Leinster.
Die Normannen übernahmen die wirtschaftlichen und klerikalen Zentren der keltischen Bevölkerung; Kildare war beides, und so nahm der Earl of Pembroke dort sein Hauptquartier. Die Siedlung musste befestigten Schutz erhalten, um die Siedler zu schützen. So entstand vermutlich in Kildare eine Motte, von der heute noch der Mound erhalten ist. Die Normannen dürften darauf eine hölzerne Burg errichtet haben; wäre sie aus Stein gewesen, wäre sie wohl eine der ersten in Irland gewesen. Urkundlich erwähnt wird eine Burg in Kildare erstmals 1185.
1302 wurde die Burg in Kildare ein weiteres Mal urkundlich erwähnt, und zwar, dass William, Earl Marshall auf dem Grund der Kirche mit Erlaubnis des Bischofs eine Burg errichtet hätte. William, Earl Marshall, starb 1219; also muss es damals bereits eine Burg gegeben haben.
1290 fiel die Burg an die Familie De Vescy. 1294 überfiel O’Connor Faly die Burg und seine Truppen raubten aus Stadt und Burg Geld, Stoffe, Vorräte und Vieh im Wert von £ 1000. Edward Bruce belagerte Kildare Castle im Winter 1315/1316 erfolglos. Der König erhob daraufhin John FitzThomas FitzGerald 1316 zum Earl of Kildare.

### Heute
Von den laut Erwähnung 1331 ursprünglich vier Türmen der Burg ist heute nur noch einer erhalten, ebenso wie ein Teil der Befestigungsmauer. Der Turm stammt aus dem 13. Jahrhundert und wurde im Laufe des 15. Jahrhunderts wohl zum Wohnturm. Die Mauern, die auf Fundamenten aus dem 13. Jahrhundert stehen, stammen wohl aus dem 16. oder 17. Jahrhundert.